# Nenad Vukanić
Nenad Vukanić (in serbo Ненад Вуканић?; Cattaro, 16 maggio 1974) è un pallanuotista serbo, vincitore di una medaglia di bronzo alle olimpiadi di Sydney 2000 e di un oro agli europei 2001.
Nel 1999 con il Becej ha vinto la Coppa dei Campioni. Dal 2017 al 2021 è stato allenatore della nazionale francese, mentre dal 2021 è il presidente del Primorac Kotor. Dal 2024 è assistente tecnico della nazionale del Montenegro.